# Iglesia de Todos los Santos (Tianjín)
La iglesia de Todos los Santos (en chino tradicional, 諸聖堂; en chino simplificado, 诸圣堂; pinyin, Zhūshèng táng; Wade-Giles, Chu¹-shêng⁴ tʽang²), también conocida como la Iglesia Episcopal de Tianjin o, simplemente, la Iglesia Anglicana (en chino tradicional y simplificado, 安里甘教堂; pinyin, Ānlǐgān jiàotáng; Wade-Giles, An¹-li³-kan¹ chiao⁴-tʽang²), es una iglesia anglicana redundante, antiguamente perteneciente a la Iglesia de Inglaterra. Se encuentra en la Race Course Road (actualmente la calle de Zhejiang), en la antigua concesión británica de la ciudad de Tianjin.

## Historia
En 1893, para la construcción de un templo inglés en la concesión, el Consejo Municipal Británico de Tianjin le dio a la Iglesia un pantano cerca del cruce de la Meadours Road y la Race Course Road. Al ser capaz de albergar solo a sesenta personas, el templo pronto se había vuelto demasiado pequeño debido al aumento de la migración británica.
La primera piedra de un nuevo templo se colocó en 1900, pero la construcción se suspendió debido a la rebelión de los bóxers. Después de que la insurrección amainó en 1901, la construcción se reanudó bajo la supervisión de Charles Perry Scott, el entonces obispo misionero de la diócesis de China del Norte, y se completó en 1903.
El templo fue destruido por un incendio en 1935, y fue reemplazado por el templo actual al año siguiente. El nuevo edificio fue construido en la fusión de los estilos neogótico y normando, con una superficie de 1200 metros cuadrados y capacidad para unas 300 personas.
La iglesia fue ocupada por una fábrica durante el movimiento de purga sociopolítica de la revolución cultural (1966–1976). En 2009, la iglesia fue restaurada a su apariencia original, sin embargo, ya no está abierta al público, los visitantes solo pueden apreciar el edificio desde el exterior.

## Apariciones en el cine
En Ciudad de vida y muerte (2009), se rodó en la iglesia una escena de reclutamiento de mujeres de consuelo; y varias escenas interiores de Outcast (2014), también se rodaron dentro de la iglesia.

## Galería

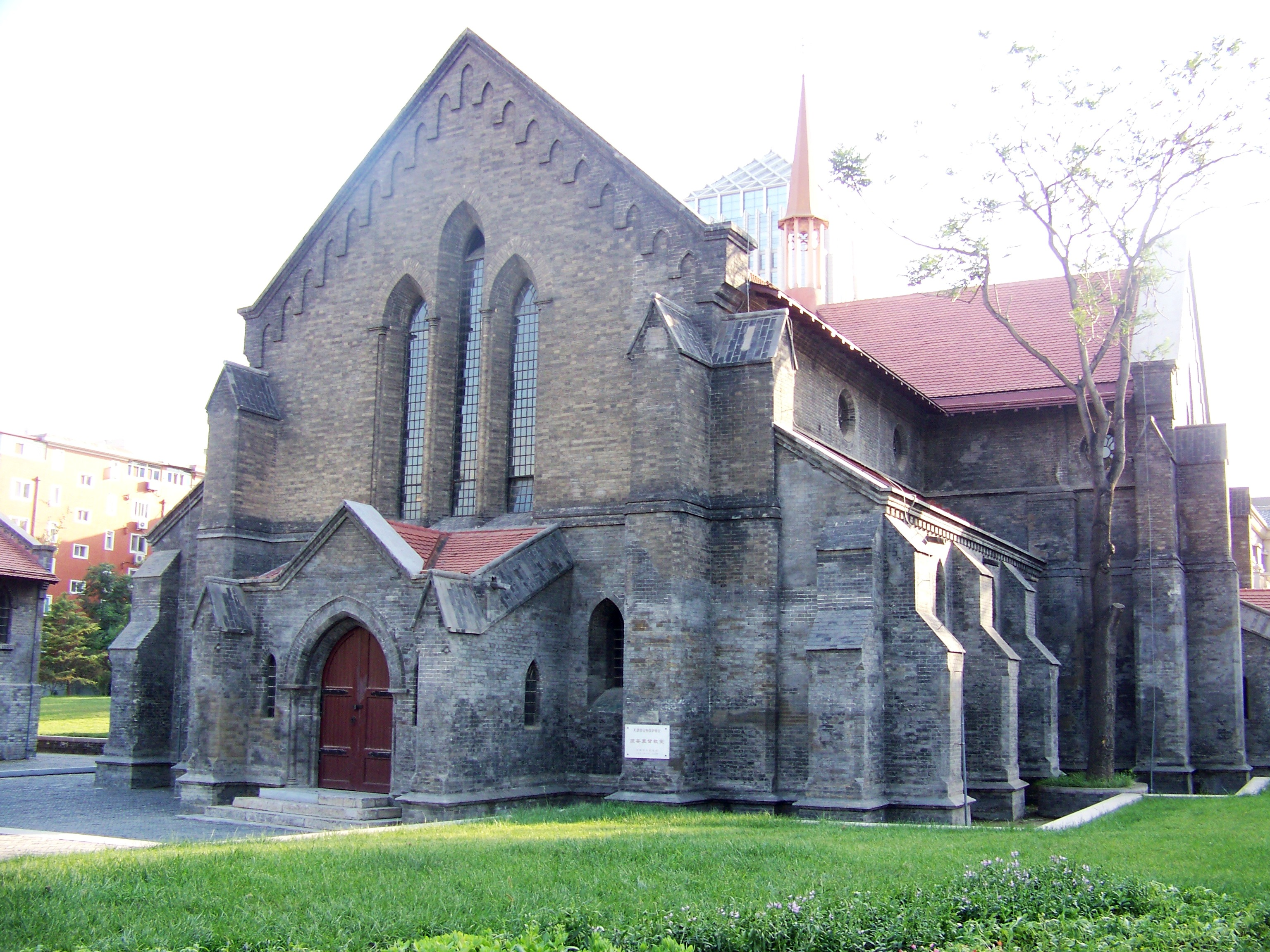
Vista frontal de la iglesia
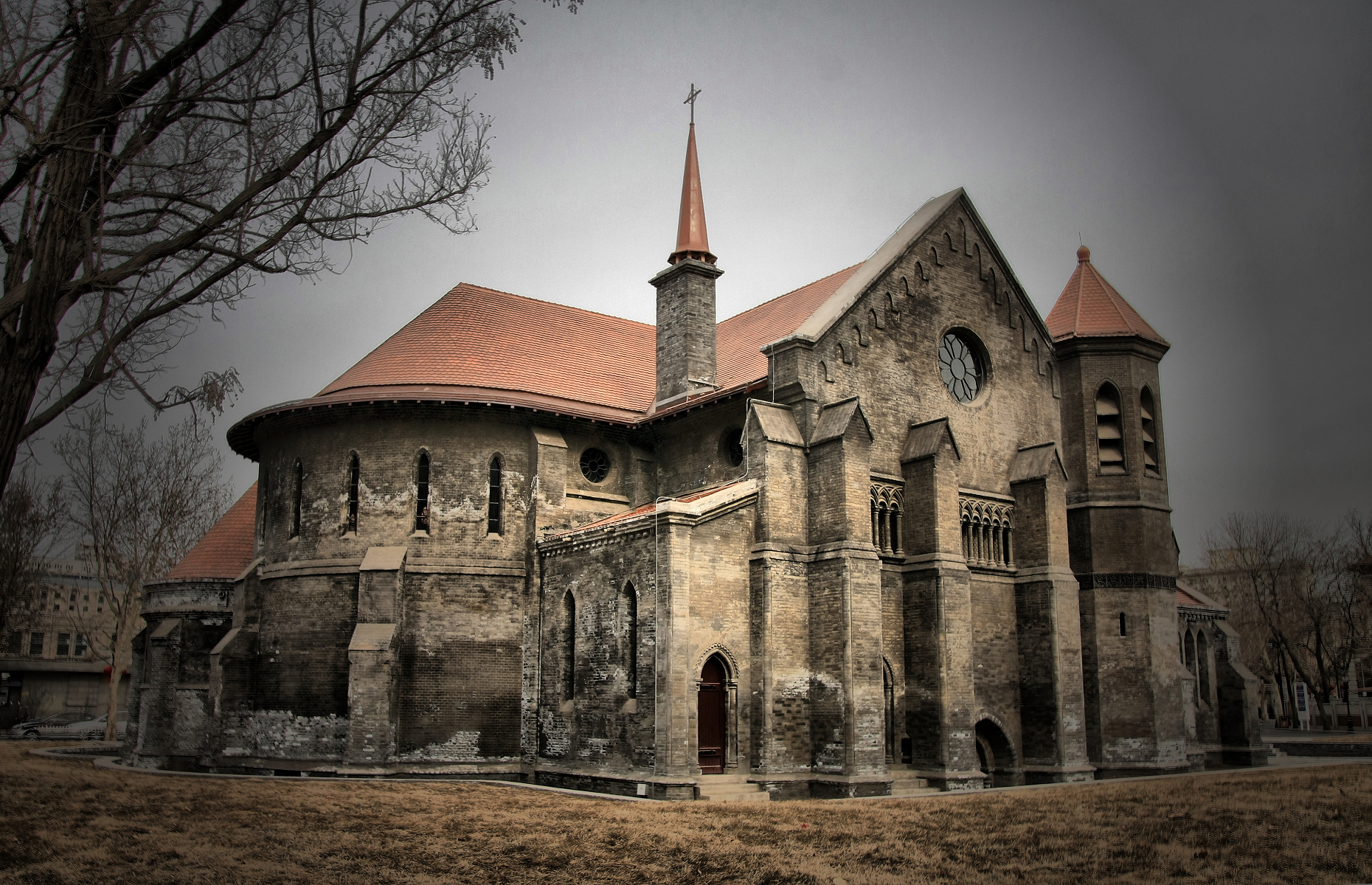
Vista posterior de la iglesia